# Српске цркве брвнаре
Српске цркве брвнаре представљају око 80 сачуваних религиозних објеката грађених од дрвета од краја 17. до средине 19. века током османског периода на тлу данашње Србије и Босне. За разлику од средњовековних српских цркви задужбина који су градили феудални владари и властела цркве брвнаре представљају праве народне цркве. Цркве брвнаре су се највише распростирале у појасу од Приједора до Неготина. Поједине цркве осим својих уметничких вредности имају велики историјски значај.
Цркве су у прошлости биле смештене у шумама и биле су удаљене од главних путева. У то доба, Балкан је био прекривен густим шумама о чему су оставили сведочанство бројни путописци, док су поједини делови попут Шумадије добили назив по њима. У циљу очувања свог идентитета и духовности од Османског царства, православни хришћани су градили своје цркве од дрвета, како би могли лако да их преко ноћи, односно за кратко време, преместе на другу локацију.
Цркве брвнаре су скромних размера, једноставне конструкције, са аутентичним и израженим кровом, без украса и апсида, док изгледом подсећају на обрнуте барке. Већина су скелетног склопа, са зидовима од ужлебљених дасака, а поједине од правих брвана четвороугаоног пресека. Брвна су на угловима повезана на преклоп. Зидови се разликују и веома ретко достижу висину човека. Такође, цркве да би остале неупадљиве не достижу висину крошњи дрвећа. Кровови имају врло стрми пад а прављени су на тај начин како би се брже одводиле падавинске воде.
Главна карактеристика цркава брвнара су скромне размере и једноставан облик. Облик градње цркава брвнара настао је из народног-стамбеног дрвеног објекта за становање. Радове на цркви изводили су народни неимари, односно сељаци дрводеље, који су сами секли и припремали грађу. Занатлије дрводеље постојале су у скоро сваком селу, а сеча и припрема грађе било је опште прихваћено занимање. Чувене дрводеље и вични мајстори били су Осаћани, из места Осат, у Источној Босни са Дрине. Због својих градитељских вештина били су веома тражени и цењени, а осим цркви градили су куће, колибе, магазе, воденице, ваљарице, собрашице и чардаке али и џамије, медресе и текије. Због економских и политичких разлога (владавине Турака) цркве брвнаре грађене су скромних димензија и неупадљивог архитектонског облика. Касније, након ослобођења Србије, у Милошево доба, које представља златно доба цркава брвнара такође су грађене скромних размера, како због сиромаштва тако и због већ устаљене традиције. Средином 19. века изненада престаје њихова градња. Почетком 21. века изграђен је мали број нових цркава брвнара. 

## Галерија
- Црква у селу Јаворани
- Црква у селу  Кола
- Црква у Рачи из 1826.
- Црква у селу Вранић
- Црква у селу Брзан
- Стари звоник
- Врата декорисана у облику шестоугаоног саћа.